# The Nutty Professor (1996)
The Nutty Professor is een Amerikaanse filmkomedie uit 1996, geregisseerd door Tom Shadyac. De hoofdrol wordt gespeeld door Eddie Murphy. Deze speelt meerdere rollen in de film. Andere rollen worden vertolkt door Jada Pinkett, John Ales, James Coburn, en Larry Miller.
De film is een nieuwe versie van Jerry Lewis' gelijknamige film uit 1963.
In 2000 kwam er een vervolg: Nutty Professor II: The Klumps.

## Verhaal
De film gaat over een dikke professor genaamd Sherman Klump. Hij heeft zijn overgewicht zelf nooit als probleem gezien daar zijn hele familie aan de dikke kant is, maar zijn liefdesleven heeft er wel onder te lijden.
Tijdens zijn werk aan het Wellman College ontwikkelt Klump een revolutionair afslankmiddel. Hij leert hier ook de studente Carla Purty kennen, en wordt op slag verliefd op haar. Hij slaagt erin een afspraakje met haar te maken. Ze gaan echter naar een nachtclub waar de lokale komiek, Reggie Warrington, Klump zwaar voor schut zet om zijn gewicht. Dat is voor Klump de druppel, en hij besluit het afslankmiddel op zichzelf te proberen. Het middel werkt en hij wordt een slanke, knappe man. In dit nieuwe uiterlijk noemt hij zichzelf Buddy Love.
Hoewel het drankje maar tijdelijk werkt en hij het dus regelmatig opnieuw moet innemen, profiteert Klump volop van zijn slanke alter-ego. Hij maakt Purty het hof en neemt wraak op Warrington. Langzaam krijgt Buddy Love echter een eigen persoonlijkheid en verandert in een etterbak. Hij dumpt Purty en maakt zelfs plannen om genoeg van het serum te nemen waardoor hij nooit meer Sherman Klump zal worden. Klumps assistent Jason probeert hem tevergeefs tegen te houden. Tijdens een bal op het Wellman College komt het tot een confrontatie tussen Klump en Buddy Love, wanneer Buddy Love op het podium staat en Klump van binnenuit de macht over zijn lichaam terug probeert te krijgen. Klump overwint en Buddy Love verandert weer terug in hem. Tegenover alle allumni biecht Klump het hele verhaal op. Carla geeft aan Klump ook met zijn overgewicht te accepteren.

## Rolverdeling
| Acteur                    | Personage                                                               |
| ------------------------- | ----------------------------------------------------------------------- |
| Eddie Murphy              | Professor Sherman Klump / Buddy Love / The Klump Family / Lance Perkins |
| Jada Pinkett Smith        | Carla Purty                                                             |
| James Coburn              | Harlan Hartley                                                          |
| Larry Miller              | Dean Richmond                                                           |
| Dave Chappelle            | Reggie Warrington                                                       |
| John Ales – Jason         |                                                                         |
| Jamal Mixon               | Ernie Klump Jr.                                                         |
| Montell Jordan – zichzelf |                                                                         |

## Achtergrond
The Nutty Professor was de eerste film van Tom Shadyac waarin tijdens de aftiteling bloopers werden vertoond.
De scène met Eddie Murphy en Dave Chappelle in de bar was grotendeels geïmproviseerd. Chapelle beschouwde Murphy altijd als een van zijn grootste inspiratiebronnen. Chapelle’s personage "Reggie Warrington" is vernoemd naar de broers Reginald en Warrington Hudlin, de regisseurs van Murphy’s vorige film Boomerang.
De film werd gemaakt met toestemming van Jerry Lewis, maar later kreeg hij zijn bedenkingen over de film.
Op Rotten Tomatoes gaf 66% van de recensenten de film een goede beoordeling. De film werd genomineerd voor opname in AFI's 100 Years... 100 Laughs.

## Prijzen en nominaties
In 1997 won The Nutty Professor een Academy Award voor beste grime.
De film won nog 8 andere prijzen:
- Saturn Awards voor beste acteur (Eddie Murphy) en beste grime
- De BMI Film Music Award.
- De Blockbuster Entertainment Award voor favoriete acteur (Eddie Murphy)
- De NSFC Award voor beste acteur (Eddie Murphy)
- De People's Choice Award voor Favorite Comedy Motion Picture
- De tweede plaats bij de LAFCA Award voor beste acteur (Eddie Murphy)
- De BAFTA Film Award voor beste make-up/haar